# Kyle Greaux
Kyle Vernie Peter Greaux (ur. 26 kwietnia 1988 w Sangre Grande) – trynidadzko-tobagijski lekkoatleta, sprinter. Trzykrotny medalista mistrzostw NACAC (w tym mistrz z 2018 roku) oraz medalista igrzysk Wspólnoty Narodów, igrzysk panamerykańskich i igrzysk Ameryki Środkowej i Karaibów. Czterokrotny uczestnik mistrzostw świata oraz dwukrotny olimpijczyk (Rio de Janeiro, Tokio).

## Przebieg kariery
W 2013 roku wystąpił na mistrzostwach Ameryki Środkowej i Karaibów, na których w finale biegu na 200 m zajął 5. miejsce oraz na mistrzostwach świata, w trakcie których odpadł w eliminacjach biegu na 200 m (w swej grupie zajął 6. miejsce). Uczestniczył w światowym czempionacie w Pekinie, gdzie występ w konkurencji biegu na 200 m także zakończył w fazie eliminacji.
Startował na igrzyskach olimpijskich w Rio de Janeiro, w trakcie których brał udział w konkursie biegu na 200 m. Odpadł w eliminacjach, z czasem 20,61 zajmując 4. miejsce w grupie i 45. miejsce w gronie wszystkich zgłoszonych do startu zawodników.
Na mistrzostwach świata w Londynie udało mu się pierwszy raz w karierze awansować do dalszej fazy zmagań podczas imprezy sportowej tej rangi, w konkurencji biegu na 200 m zajął 8. miejsce w swej grupie półfinałowej, a sztafeta 4 × 100 m z jego udziałem odpadła w eliminacjach, w swej grupie zajmując 5. miejsce. W 2018 roku został dwukrotnym medalistą mistrzostw NACAC (złotym w konkurencji biegu na 200 m oraz brązowym w konkurencji biegu sztafet 4 × 100 m), ponadto otrzymał brązowy medal igrzysk Ameryki Środkowej i Karaibów w konkurencji biegu na 200 m. Brał udział w igrzyskach panamerykańskich w Limie, tam był członkiem sztafety 4 × 100 m, która otrzymała tytuł wicemistrzowski. Wystąpił w finale konkursu biegu na 200 m rozgrywanego w czasie mistrzostw globu w Dosze, zmagania ukończył na 8. miejscu.
Na igrzyskach olimpijskich w Tokio także startował jedynie w zawodach w konkurencji biegu na 200 m. Podobnie jak na poprzednich igrzyskach, odpadł w eliminacjach – w tej fazie osiągnął rezultat czasowy 20,77 i zajął 4. miejsce w grupie oraz 30. miejsce wśród wszystkich sprinterów.
W 2022 roku w konkurencji sztafety 4 × 100 m otrzymał srebrny medal igrzysk Wspólnoty Narodów oraz tytuł wicemistrza NACAC.

## Osiągnięcia
| Rok     | Zawody                                   | Miasto         | Miejsce | Konkurencja        | Wynik   |
| ------- | ---------------------------------------- | -------------- | ------- | ------------------ | ------- |
| 2013    | Mistrzostwa Ameryki Środkowej i Karaibów | Morelia        | 5.      | bieg na 200 m      | 20,58   |
| 2013    | Mistrzostwa świata                       | Moskwa         | 6. H    | bieg na 200 m      | 20,89   |
| 2014    | Igrzyska Wspólnoty Narodów               | Glasgow        | 7. SF   | bieg na 200 m      | 20,93   |
| 2014    | Igrzyska Ameryki Środkowej i Karaibów    | Veracruz       | 5.      | bieg na 200 m      | 20,95   |
| 2015    | Igrzyska panamerykańskie                 | Toronto        | 7. SF   | bieg na 200 m      | 20,69   |
| 2015    | Mistrzostwa NACAC                        | San José       | 5.      | bieg na 200 m      | 20,64   |
| 2015    | Mistrzostwa NACAC                        | San José       | 5.      | sztafeta 4 × 100 m | 38,90   |
| 2015    | Mistrzostwa świata                       | Pekin          | 5. H    | bieg na 200 m      | 20,51   |
| 2016    | Igrzyska olimpijskie                     | Rio de Janeiro | 4. H    | bieg na 200 m      | 20,61   |
| 2017    | IAAF World Relays                        | Nassau         | 1. fB   | sztafeta 4 × 100 m | 39,04   |
| 2017    | IAAF World Relays                        | Nassau         | 4.      | sztafeta 4 × 200 m | 1:21,39 |
| 2017    | Mistrzostwa świata                       | Londyn         | 8. SF   | bieg na 200 m      | 20,65   |
| 2017    | Mistrzostwa świata                       | Londyn         | 5. H    | sztafeta 4 × 100 m | 38,61   |
| 2018    | Igrzyska Wspólnoty Narodów               | Gold Coast     | 6.      | bieg na 200 m      | 20,63   |
| 2018    | Igrzyska Ameryki Środkowej i Karaibów    | Barranquilla   | brąz    | bieg na 200 m      | 20,26   |
| 2018    | Mistrzostwa NACAC                        | Toronto        | złoto   | bieg na 200 m      | 20,11   |
| 2018    | Mistrzostwa NACAC                        | Toronto        | brąz    | sztafeta 4 × 100 m | 38,89   |
| 2019    | Igrzyska panamerykańskie                 | Lima           | 5. H    | bieg na 200 m      | 22,71   |
| 2019    | Igrzyska panamerykańskie                 | Lima           | srebro  | sztafeta 4 × 100 m | 38,46   |
| 2019    | Mistrzostwa świata                       | Doha           | 8.      | bieg na 200 m      | 20,39   |
| 2021    | Igrzyska olimpijskie                     | Tokio          | 4. H    | bieg na 200 m      | 20,77   |
| 2022    | Igrzyska Wspólnoty Narodów               | Birmingham     | 4. SF   | bieg na 200 m      | 20,91   |
| 2022    | Igrzyska Wspólnoty Narodów               | Birmingham     | srebro  | sztafeta 4 × 100 m | 38,70   |
| 2022    | Mistrzostwa NACAC                        | Freeport       | DNF     | bieg na 200 m      | N/A     |
| 2022    | Mistrzostwa NACAC                        | Freeport       | srebro  | sztafeta 4 × 100 m | 38,94   |
| 2023    | Igrzyska panamerykańskie                 | Santiago       | 6.      | bieg na 200 m      | 21,32   |
| 2023    | Igrzyska panamerykańskie                 | Santiago       | 4.      | sztafeta 4 × 100 m | 39,54   |
| Źródło: |                                          |                |         |                    |         |

Pięć razy w karierze został mistrzem kraju, tytuły te zdobył w latach 2015-2023, trzy z nich wywalczył w konkurencji biegu na 200 m, dwa pozostałe w konkurencji biegu sztafet 4 × 100 m.

## Rekordy życiowe
(stan na 9 kwietnia 2024)
- bieg na 100 m – 10,16 (24 czerwca 2017, Port-of-Spain)
- bieg na 200 m – 19,97 (31 lipca 2018, Barranquilla)
- sztafeta 4 × 100 m – 38,46 (9 sierpnia 2019, Lima)

Halowe
- bieg na 60 m – 6,87 (16 stycznia 2015, Nowy Jork)
- bieg na 200 m – 21,25 (16 stycznia 2015, Nowy Jork)

Źródło: 